# Blåbärstjärnen, Dalarna
Blåbärstjärnen är en sjö i Orsa kommun i Dalarna och ingår i Dalälvens huvudavrinningsområde.